# Kawamoto (Shimane)
Pour les articles homonymes, voir Kawamoto.
Kawamoto (川本町, Kawamoto-machi) est un bourg du district d'Ōchi, dans la préfecture de Shimane, au Japon.

## Géographie

### Démographie
Au 1er mai 2015, la population de Kawamoto s'élevait à 3 498 habitants répartis sur une superficie de 106,43 km2.